# Orrios
Orrios es una localidad y municipio español de la provincia de Teruel, comunidad autónoma de Aragón, de la comarca Comunidad de Teruel. Tiene un área de 44,39 km² con una población de 126 habitantes (INE 2018) y una densidad de 3,87 hab/km².

## Geografía
Integrado en la comarca de Comunidad de Teruel, se sitúa a 33 kilómetros de la capital provincial. El término municipal está atravesado por la carretera nacional N-420, entre los pK 611 y 614, y por una carretera local que conecta con el municipio de Perales del Alfambra. 
El relieve del municipio está definido por el valle del río Alfambra, por la Sierra Palomera al oeste y por la sierra del Pobo al este. La altitud oscila entre los 1502 metros al este (pico Batiosa), en la sierra del Pobo, y los 1040 metros a orillas del río. El pueblo se alza a 1046 metros sobre el nivel del mar.
| Noroeste: Perales del Alfambra | Norte: Perales del Alfambra | Noreste: Galve             |
| Oeste: Alfambra                |                             | Este: Aguilar del Alfambra |
| Suroeste: Alfambra             | Sur: Alfambra y Escorihuela | Sureste: Abajuj            |

## Demografía
Orrios cuenta con una población de 119 habitantes (INE 2024).
| Gráfica de evolución demográfica de Orrios entre 1842 y 2021 |
| |
| Población de derecho según los censos de población del INE Población de hecho según los censos de población del INEEntre el censo de 1991 y el anterior, aparece este municipio porque se segrega del municipio 44016 (Alfambra) Entre el censo de 1981 y el anterior, este municipio desaparece porque se integra en el municipio 44016 (Alfambra) |

## Administración y política
| Período   | Alcalde                    | Partido |  |
| --------- | -------------------------- | ------- |  |
| 1979-1983 | Serafín Escuder Alonso     | Ind.    |  |
| 1983-1987 |                            |         |  |
| 1987-1991 |                            |         |  |
| 1991-1995 |                            |         |  |
| 1995-1999 |                            |         |  |
| 1999-2003 |                            |         |  |
| 2003-2007 |                            |         |  |
| 2007-2011 |                            |         |  |
| 2011-2015 | Daniel Marzo Blasco        | CA      |  |
| 2015-2019 | Juan Montón Campos         |         |  |
| 2019-     | Rafael Pedro Ferrer Pastor |         |  |

| Partido político    | Partido político                                   | 2003   | 2007   | 2011   | 2015   |
| Partido político    | Partido político                                   | Ediles | Ediles | Ediles | Ediles |
|                     | Partido Popular de Aragón (PP)                     | 2      | 2      | 1      | 2      |
|                     | Partido de los Socialistas de Aragón (PSOE-Aragón) | —      | —      | 0      | 2      |
|                     | Partido Aragonés (PAR)                             | 3      | 3      | 0      | 1      |
|                     | Compromiso con Aragón (CA)                         | —      | —      | 4      | —      |
|                     | Chunta Aragonesista (CHA)                          | 0      | —      | 0      | —      |
| Total de concejales | Total de concejales                                | 5      | 5      | 5      | 5      |